# 陰陽師

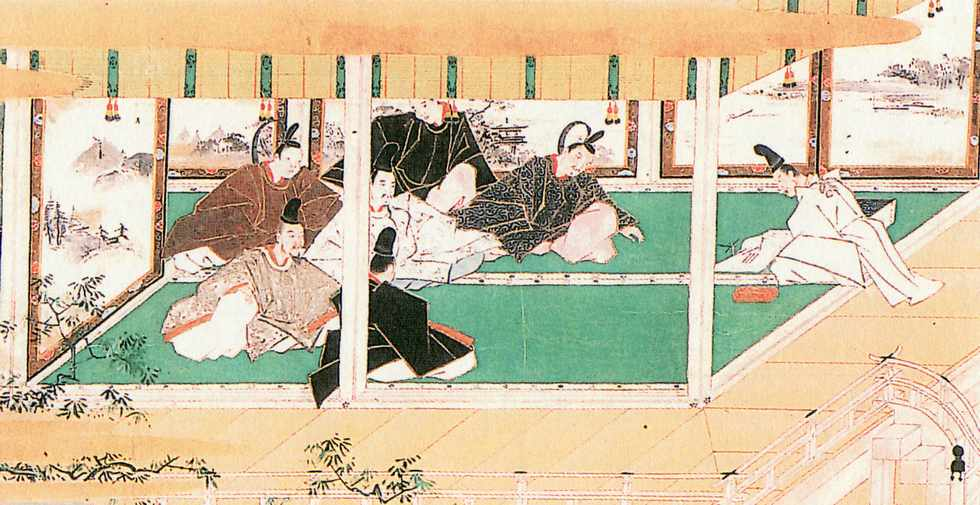
江戸時代初期の奈良絵本『たまものまへ』より、算木で占いを行う陰陽師の画。京都大学附属図書館所蔵。

陰陽師（おんみょうじ、おんようじ）は、古代日本の律令制下において中務省の陰陽寮に属した官職の1つで、陰陽五行思想に基づいた陰陽道によって占筮（せんぜい）及び地相などを職掌とする方技（技術系の官人。技官）として配置された者を指す。中・近世においては民間で私的祈祷や占術を行う者を称し、中には神職の一種のように見られる者も存在する。

## 歴史

### 陰陽五行思想の伝来と陰陽寮の発足
陰陽師は全ての事象が陰陽と木・火・土・金・水の五行の組み合わせによって成り立っているとする夏、殷（商）王朝時代にはじまり周王朝時代にほぼ完成したと言われているがこれは伝説であって、中国古代の陰陽五行思想に立脚し、これと密接な関連を持つ天文学、暦学、易学、時計等をも管掌した日本独自の職であるが、前提となる陰陽五行思想自体は飛鳥時代、遅くとも百済から五経博士が来日した継体天皇7年（512年）または易博士が来日した欽明天皇15年（554年）の時点までに朝鮮半島（高句麗・百済）経由で伝来したと考えられている。
当初はこれら諸学の政治・文化に対する影響は僅少であったものの、推古天皇10年（602年）に百済から觀勒が来日して聖徳太子をはじめとして選ばれた34名の官僚に陰陽五行説を含む諸学を講じると、その思想が日本の国政に大きな影響を与えるようになり、初めて日本において暦が官暦として採用されたり、仏法や陰陽五行思想・暦法などを吸収するために推古天皇15年（607年）に隋に向けて遣隋使の派遣が始められたりしたほか、聖徳太子の十七条憲法や冠位十二階の制定においても陰陽五行思想の影響が色濃く現れることとなった。
その後、天武天皇が壬申の乱の際に自ら栻（ちょく、占いの道具）を取って占うほど天文（学）や遁甲の達人であり陰陽五行思想にも造詣の深かった事もあり、同天皇4年（676年）に陰陽寮や日本初の占星台を設け、同13年（685年）には「陰陽師」という用語が使い始められるなどしてから陰陽五行思想は更に盛んとなり、養老2年（718年）の養老律令において、中務省の内局である小寮としての陰陽寮が設置されたが、そこに方技として天文博士・陰陽博士・陰陽師・暦博士・漏刻博士が常置されることも規定されると、陰陽寮は神祇官に属する卜部の亀卜（きぼく、亀甲占い）と並んで公的に式占を司ることとなった。
陰陽寮は四等官制が敷かれ、陰陽頭（おんみょうのかみ）以下の事務方である行政官と、技官として方技の各博士及び各修習生、その他庶務職が置かれたが、方技である各博士や陰陽師は大陸伝来の技術を担当するだけに、諸学に通じ漢文の読解に長けた渡来人、おしなべて中国本土の前漢・後漢・代わって大陸覇権を握った隋、朝鮮半島西岸に勢力を有した高句麗・百済、まれに当初朝鮮半島東岸勢力であった新羅から帰来した学僧が任命され、方技は官人の子弟にとどまらず民間人からの登用も可能であった。
陰陽寮成立当初の方技は、純粋に占筮、地相（現在で言う「風水」的なもの）、天体観測、占星、暦（官暦）の作成、吉日凶日の判断、漏刻（水時計による時刻の管理）のみを職掌としていたため、もっぱら天文観測・暦時の管理・事の吉凶を陰陽五行に基づく理論的な分析によって予言するだけであって、神祇官や僧侶のような宗教的な儀礼（祭儀）や呪術はほとんど行わなかったが、宮中において営繕を行う際の吉日選定や、土地・方角などの吉凶を占うことで遷都の際などに重要な役割を果たした。
陰陽寮に配置されていた方技のうち、占筮・地相の専門職であった陰陽師を「狭義の陰陽師」、天文博士・陰陽博士・陰陽師・暦博士・漏刻博士を含めた全ての方技を「広義の陰陽師」と定義付けることができる。また、これ以降、この広義の陰陽師集団のことを指して「陰陽道」と呼ぶこともあった。

### 律令制下における陰陽師の待遇の変遷
律令制においては、陰陽寮の修習生に登用された者以外の一切の部外者（神官・僧侶はもちろん官人から民間人に至るまでの全て）が、天文・陰陽・暦・時間計測を学び災異瑞祥を説くことを厳しく禁止しており、天文観測や時刻測定にかかわる装置または陰陽諸道に関する文献についても、陰陽寮の外部への持ち出しを一切禁じ、私人がこれらを単に所有することさえ禁じていた。このため、律令制が比較的厳しく運営されていた平安時代の初期（9世紀初頭）まで、陰陽道は陰陽寮が独占する国家機密として管理されていたが、その後、時代の趨勢に合わせるために律令の細部を改める施行令である「格」・「式」がしばしば発布されるようになり、各省ともに官職の定員が肥大化する傾向を見せると、陰陽寮においても平安時代中期までに、かなりの定員増がはかられるようになり、その制度も弛緩した。
一般的に各省で方技（技官）がおしなべて位階を低めに設定されていた中で、陰陽寮の方技の官位は低目とはいっても各省管轄下の方技に比較すれば高めに設定されていた。ただ、陰陽寮が中務省の小寮であったため、当然ながら行政官である四等官の官位は本省のそれに比べて低めとなっており、後の平安中期で言う、昇殿して天皇に奏上できる仙籍と呼ばれるいわゆる殿上人は従五位下格の陰陽頭のみであり、その他はすべて、後に昇殿を許されない地下官人であったらしい。
律令制定当初は、四等官と方技である各博士や陰陽師は厳密に区別して任命されており、後者にはもっぱら先進各国から渡来した学僧が任命されていた。これは、僧籍に属する学僧を俗世間の政権である朝廷に出仕させて自由に使役することは僧籍者に対する待遇上不可能であり、各博士または陰陽師に任命された学僧を行政官に就任させる際には勅令によって還俗（僧籍を脱して俗人に戻ること）させる必要があり、そのような勅令を乱発することもはばかられたためで、その代わりとして修習生である天文生・陰陽生・暦生には俗人（出家していない人・在家）の人材を登用して陰陽諸学を習得させ、朝廷において自由な出仕・使役が可能な人材を育成しようとしていた。その後、次第にこの運用はあいまいになり、学僧が還俗しないまま方技に任命され、四等官上位職（特に頭・助）に転任または兼任を命じられて、行政官としても実働することも見られるようになったが、基本的には還俗しない学僧方技の位階を上げる場合には、律令制度の基本である官位相当制によって方技の職制のままでは位階を上げることができないため、「権職（ごんのしょく）」（員外配置）によって四等官上位職を兼務させることで位階を上げる方法がとられた。また、修習生の育成が進むと、俗人官僚の方技が増え更に自由な人事交流がなされるようになった。いずれにしても、陰陽寮における技官の行政官への転任や兼任は非常に多く、長官である陰陽頭も技官出身者や技官による兼務が数多く見られ、奈良時代から平安時代初期を通じて技術系の官庁としての色彩を強めた。
しかし承和5年（838年）を最後に遣唐使が廃れたことにより、朝鮮半島の統一新羅とはかつての百済ほどの親密性はなかったため、わずか30名の修習生にしぼって閉鎖的に方技の育成を続けた結果、平安時代初期には、次第に陰陽寮の技官人材が乏しくなったと見られたことや、公家の勢力争いの激化にともなう役職不足もあいまって、陰陽寮で唯一の仙籍（殿上人）相当職制である陰陽頭は、各博士などの技官からの登用ではなく、単に公家の一役職として利用されることが多くなり、それも長官職としては従五位下という仙籍格としては末席の地位であったことから、比較的境遇の悪い傍流の公家に対する処遇と化す傾向を見せた。この時代から特に員外配置が多く見られ常設化するようになったが、これはもはや僧籍者への配慮の一環としてではなく、単なる公家への役職充足を主目的とするものであった。
平安時代中頃（10世紀）に入って、後述の賀茂家と安倍家の2家による独占世襲が見られるようになると、陰陽頭以下、陰陽寮の上位職はこの両家の出身者がほぼ独占するようになった。また、両家の行う陰陽諸道は本来の官制職掌を越えて宗教化し、これが摂政や関白を始めとする朝廷中枢に重用されたため、両家はその実態がもっぱら陰陽諸道を執り行う者であるにもかかわらず、律令においては従五位下が最高位であると定める陰陽寮職掌を越えて、他のより上位の官職に任命され従四位下格にまで昇進するようになった。特に安倍家は平安時代後期（11世紀）には従四位上格にまで取り立てられるようになり、室町時代には、将軍足利義満の庇護を足がかりに常に公卿（三位以上）に任ぜられる堂上家（半家）の家格にまでなり土御門家を名乗るようになったほか、その土御門家は、室町時代後期から戦国時代には一時衰退したものの、近世において江戸幕府から全国の陰陽師の差配権を与えられるなど、明治時代初頭まで隆盛を誇った。

### 平安時代における陰陽道の宗教化と陰陽師の神格化
延暦4年（785年）の藤原種継暗殺事件以降に身辺の被災や弔事が頻発したために怨霊におびえ続けた桓武天皇による長岡京から平安京への遷都に端を発して、にわかに朝廷を中心に怨霊を鎮める御霊信仰が広まり、悪霊退散のために呪術によるより強力な恩恵を求める風潮が強くなり、これを背景に、古神道に加え、有神論的な星辰信仰や霊符呪術のような道教色の強い呪術が注目されていった。讖緯説（讖緯思想）・道教・仏教特に密教的な要素を併せ持った呪禁道を管掌し医術としての祈祷などを行う機関として設けられていた典薬寮の呪禁博士や呪禁師らが、陰陽家であった中臣（藤原）鎌足の代に廃止され陰陽寮に機構統合されるなどして、陰陽道は道教または仏教（特に奈良・平安時代の交（8世紀末）に伝わった密教）の呪法や、これにともなって伝来した宿曜道とよばれる占星術から古神道に至るまで、さまざまな色彩をも併せもつ性格を見せ始める要素を持っていたが、御霊信仰の時勢を迎えるにあたって更なる多様性を帯びることとなった。北家藤原氏が朝廷における権力を拡大・確立してゆく過程では、公家らによる政争が相当に激化し、相手勢力への失脚を狙った讒言や誹謗中傷に陰陽道が利用される機会も散見されるようになった。
仁明天皇・文徳天皇の時代（9世紀中半）に藤原良房が台頭するとこの傾向は著しくなり、宇多天皇は自ら易学（周易）に精通していたほか、藤原師輔も自ら『九条殿遺誡』や『九条年中行事』を著して多くの陰陽思想にもとづく禁忌・作法を組み入れた手引書を示したほどであった。この環境により、滋岳川人、弓削是雄（ゆげのこれお）らのカリスマ的な陰陽師を輩出したほか、漢文学者三善清行の唱える讖緯説による災異改元が取り入れられて延喜元年（901年）以降恒例化するなど、宮廷陰陽道化が更に進んだ。あわせて、師輔や清行など陰陽寮の外にある人物が天文・陰陽・易学・暦学を習得していたということ自体、律令に定めた陰陽諸道の陰陽寮門外不出の国家機密政策はこの頃にはすでに実質的に破綻していたことを示している。
やがて平安時代中期以降に、摂関政治や荘園制が蔓延して律令体制が更に緩むと、堂々と律令の禁を破って正式な陰陽寮所属の官人ではない「ヤミ陰陽師」が私的に貴族らと結びつき、彼らの吉凶を占ったり災害を祓うための祭祓を密かに執り行い、場合によっては敵対者の呪殺まで請け負うような風習が横行すると、陰陽寮の「正式な陰陽師」においてもこの風潮に流される者が続出し、そのふるまいは本来律令の定める職掌からはるかにかけ離れ、方位や星巡りの吉凶を恣意的に吹き込むことによって天皇・皇族や、公卿・公家諸家の私生活における行動管理にまで入り込み、朝廷中核の精神世界を支配し始めて、次第に官制に基づく正規業務を越えて政権の闇で暗躍するようになっていった。同時期には天文道・陰陽道・暦道すべてに精通した陰陽師である賀茂忠行・保憲父子ならびにその弟子である安倍晴明が輩出し、従来は一般的に出世が従五位下止まりであった陰陽師方技出身者の例を破って従四位下にまで昇進するほど朝廷中枢の信頼を得た。そして賀茂保憲が、その嫡子の光栄に暦道を、弟子の安倍晴明に天文道をあまねく伝授禅譲して、それぞれがこれを家内で世襲秘伝秘術化したため、安倍家の天文道は極めて独特の災異瑞祥を説く性格を帯び、賀茂家の暦道は純粋な暦道というよりはむしろ宿曜道的色彩の強いものに独特の変化をとげていった。このため、賀茂・安倍両家からのみ陰陽師が輩出されることとなり、晴明の孫安倍章親が陰陽頭に就任すると、賀茂家出身者に暦博士を、安倍家出身者に天文博士を常時任命する方針を表し、その後は両家が本来世襲される性格ではない陰陽寮の各職位をほぼ独占し、更にはその実態を陰陽師としながらも陰陽寮職掌を越えて他の更に上位の官職に付くようになるに至って、官制としての陰陽寮は完全に形骸化し、陰陽師は朝廷内においてもっぱら宗教的な呪術・祭祀の色合いが濃いカリスマ的な精神的支配者となり、その威勢を振るうようになっていった。
また、本来律令で禁止されているはずの陰陽寮以外での陰陽師活動を行う者が都以外の地方にも多く見られるようになったのもこの頃であり、地方では道満などをはじめとする民間陰陽師が多数輩出した。
平安時代中・後期（11世紀から12世紀）を通じて、陰陽諸道のうちで最も難解であるとされていた天文道を得意とする安倍家からは達人が多数輩出され、陰陽頭は常に安倍氏が世襲し、陰陽助を賀茂氏が世襲するという形態が定着した。平安時代末期の治承・寿永の乱（源平合戦）のころには安倍晴明の子吉平の玄孫にあたる泰親が正四位上、その子の季弘が正四位下にまで昇階していたが、その後の鎌倉幕府への政権移行にともなう政治的勢力失墜や、鎌倉時代末期の両統迭立に呼応した家内騒動、その後の南北朝時代の混乱によってその勢力は一時衰退した。

### 武家社会の台頭と官人陰陽師の凋落
平安時代末期（12世紀後半）には、院政に際して重用された北面武士に由来する平家の興隆や、それを倒した源氏などによる武家社会が台頭し、建久3年（1192年）には武家政権である鎌倉幕府が正式に成立した。源平の戦いの頃から、源平両氏とも行動規範を定めるにおいて陰陽師の存在は欠かせないものであったことから、新幕府においても陰陽道は重用される傾向にあった。幕府開祖である源頼朝が、政権奪取への転戦の過程から幕府開設初期の諸施策における行動にあたって陰陽師の占じた吉日を用い、2代将軍源頼家もこの例にならい京から陰陽師を招くなどしたが、私生活まで影響されるようなことはなく、公的行事の形式補完的な目的に限って陰陽師を活用した。
建保7年（1219年）に3代将軍源実朝が暗殺されると、北条氏による執権政治が展開されるようになり、鎌倉将軍は執権北条氏の傀儡将軍として代々摂関家や皇族から招かれるようになり、招かれた将軍たちは出自柄当然ながら陰陽師を重用した。4代将軍藤原頼経は、武蔵国（現在の東京都および埼玉県）の湿地開発が一段落したのを受けて、公共事業として多摩川水系から灌漑用水を引き飲料水確保や水田開発に利用しようとする政所の方針を上申された際、その開発対象地域が府都鎌倉の真北に位置するために、陰陽師によって大犯土（だいぼんど、おおつち）（大凶の方位）であると判じられたため、将軍の居宅をわざわざ鎌倉から吉方であるとされた秋田城介義景の別屋敷（現在の神奈川県横浜市鶴見区）にまで移転（陰陽道で言う「方違え」）してから工事の開始を命じたほか、その後代々、いちいち京から陰陽師を招聘することなく、身辺に「権門陰陽道」と称されるようになった陰陽師集団を確保するようになり、後の承久の乱の際には朝廷は陰陽寮の陰陽師たちに、将軍は権門陰陽師たちにそれぞれ祈祷を行わせるなど、特に中後期鎌倉将軍にとって陰陽師は欠かせない存在であった。
ただ、皇族・公家出身の将軍近辺のみ陰陽道に熱心なのであって、実権を持っていた執権の北条一族は必ずしも陰陽道にこだわりを持っておらず、配下の東国武士から全国の地域地盤に由来する後に国人と呼ばれるようになった武士層に至るまで、朝廷代々の格式を意識したり陰陽師に行動規範を諮る習慣はなかったため、総じて陰陽師は武家社会全般を蹂躙するような精神的影響力を持つことはなく、もっぱら傀儡である皇族・公家出身将軍と、実権を失った朝廷や公卿・公家世界においてのみ、その存在感を示すにとどまった。鎌倉時代初期においては、国衙領や荘園に守護人奉行（のちの守護）や地頭の影響力はそれほど及んでいなかったが、鎌倉中期以降、国衙領・荘園の税収入効率または領地そのものがこれらに急激に侵食されはじめると、陰陽師の保護基盤である朝廷・公家勢力は経済的にも苦境を迎えるようになっていった。
後醍醐天皇の勅令によって鎌倉幕府が倒され、足利尊氏が後醍醐天皇から離反して室町幕府を開いて南北朝時代が到来すると、京に幕府を開いて北朝を支持する足利将軍家は次第に公家風の志向をもつようになり、3代将軍足利義満のころからは陰陽師が再び重用されるようになった（義満は、天皇家の権威を私せんと画策しており、彼の陰陽師重用は宮廷における祭祀権を奪取するためのものでもあったとする説もある）。
陰陽道世襲2家のうち、南北朝期に賀茂家は居宅のあった勘解由小路（かでのこうじ）に因んで勘解由小路家を名乗り、賀茂（勘解由小路）在方が『暦林問答集』を著すなど活躍したものの、室町時代中期に得宗家の後継者が殺害されて家系断絶に至る等して勢力は徐々に凋落した。一方、安倍家は上手く立ち回り、安倍有世（晴明から14代の子孫）は、将軍義満の庇護を足がかりに、ついに公卿である従二位にまで達し、当時の宮中では職掌柄恐れ忌み嫌われる立場にあった陰陽師が公卿になったことが画期的な事件として話題を呼んだ。その後も、安倍有世の子有盛から有季・有宣と代々公卿に昇進し、本来は中級貴族であった安倍家を堂上家（半家）の家格にまで躍進させ、有宣の代（16世紀）には勘解由小路家の断絶の機会を捉えてその後5代にわたって天文・暦の両道にかかわる職掌を独占し、有世以来代々の当主の屋敷が土御門にあったことから土御門を氏名（うじな。家名）とするようになり、朝廷・将軍からの支持を一手に集め、ここまではその陰陽諸道上の勢力を万全なものとしたかのように見えた。
しかし、足利将軍職の政治的実権は長くは続かず、室町時代中盤以降となると、三管四職も細川家を除いてはおしなべて衰退して、幕府統制と言うよりも有力守護らによる連合政権的な色彩を強めて派閥闘争を生み、応仁の乱などの戦乱が頻発するようになった。更に守護大名の戦国大名への移行や守護代・国人などによる下克上の風潮が広まると、武家たちは生き残りに必死で、形式補完的に用いていた陰陽道などはことさら重視せず、相次ぐ戦乱や戦国大名らの専横によって陰陽師の庇護者である朝廷のある京も荒れ果て、将軍も逃避することがしばしば見られるようになった。天文年間（16世紀前半）には、土御門（阿倍）有宣は平時には決して訪れることのなかった所領の若狭国名田庄（なたのしょう）納田終（のたおい）に疎開して、その子有春・孫土御門有脩の3代にわたり陰陽頭に任命されながらも京にほとんど出仕することもなく若狭にとどまって泰山府君祭などの諸祭祀を行ったため、困惑した朝廷はやむなく賀茂（勘解由小路）氏傍流の勘解由小路在富を召し出して諸々の勘申（勘文を奏上する事）を行わせるなど、陰陽寮の運用は極めて不自然なものとなっていった。その後、織田氏を経て豊臣家が勢力を確立するなか、太閤豊臣秀吉が養子の関白秀次を排斥・切腹させた際、土御門久脩（上記有脩の息）が秀次の祈祷を請け負ったかどで連座させられて尾張国に流されることとなり、更に秀吉の陰陽師大量弾圧を見るに至って陰陽寮は陰陽頭以下が実質的に欠職となり陰陽師も政権中央において不稼動状態となると、平安朝以来の宮廷陰陽道は完全にその実態を失うこととなった。
律令制の完全崩壊と秀吉の弾圧にともない、陰陽寮または官人としての陰陽師はその存在感を喪失したものの、逆にそれまで建前上国家機密とされていた陰陽道は一気に広く民間に流出し、全国で数多くの民間陰陽師が活躍した。このため、中近世においては陰陽師という呼称は、もはや陰陽寮の官僚ではなく、もっぱら民間で私的依頼を受けて加持祈祷や占断などを行う非官人の民間陰陽師を指すようになり、各地の民衆信仰や民俗儀礼と融合してそれぞれ独自の変遷を遂げた。また、この頃にかけて、鎌倉時代末期から南北朝時代初期（14世紀初頭から15世紀初頭）のおよそ100年間に安倍晴明に仮託して著されたと考えられる『簠簋内伝』が、牛頭天王信仰と結びついた民間陰陽書として広く知られるようになった。また、このころ以降、一部の定まった住居を持たず漂泊する民間陰陽師は他の漂泊民と同じく賤視の対象とされ、彼らは時に「ハカセ」と呼ばれたが、陰陽師を自称して霊媒や口寄せの施術を口実に各地を行脚し高額な祈祷料や占断料を請求する者も見られるようになって、「陰陽師」という言葉に対して極めてオカルティックで胡散臭いイメージが広く定着することにもなった。

### 近世における官人陰陽師の再興と民間陰陽師の興隆
秀吉が薨じ、慶長5年（1600年）の関ヶ原の戦いで西軍が破れ、豊臣家の勢いに翳りが見ると、土御門久脩は徳川家康によって山城国乙訓（おとくに）郡鶏冠井（かいで）村（現京都府向日市鶏冠井町）・寺戸村（同寺戸町）、葛野郡梅小路村（同府京都市下京区梅小路）・西院村（同右京区西院）、紀伊郡吉祥院村（同南区吉祥院）にわたる計177石6斗の知行を与えられて宮中へ復帰し、同8年（1603年）に江戸幕府が開かれると、土御門家は幕府から正式に陰陽道宗家として認められ、江戸圏開発にあたっての施設の建設・配置の地相を担当したほか、後の日光東照宮建立の際などにしばしば用いられている。また、幕府は風説の流布を防止するために民間信仰を統制する目的で、当時各地で盛んになっていた民間陰陽師活動の制御にも乗り出し、その施策の権威付けのため平安時代の陰陽家2家（賀茂・安倍）を活用すべく、存続していた土御門家に加えて、断絶していた賀茂家の分家幸徳井家を再興させ、2家による諸国の民間陰陽師支配をさせようと画策した。
この動きを得て、土御門家勢力は天和2年（1682年）に幸徳井友傳が夭折した機会を捉え、幸徳井家を事実上排除して陰陽寮の諸職を再度独占するとともに、旧来の朝廷からの庇護に加えて、実権政権である江戸幕府からも唯一全国の陰陽師を統括する特権を認められることに成功し、各地の陰陽師に対する免状（あくまで陰陽師としてではなく「陰陽生」としての免許）の独占発行権を行使して、後に家職陰陽道と称されるような公認の家元的存在となって存在感を示すようになり、更にその陰陽道は外見に神道形式をとることで「土御門神道」として広く知られるように至って、土御門家はその絶頂期を迎えることとなった。戦時の武家社会ではほとんど顧みられることのなかった陰陽道も、太平の江戸幕政下では、将軍家の儀礼に取り入れられるようになったり、幕府官僚によって有職故実の研究対象の一分野とされるようになっている。
各地の陰陽師の活動も活発で、奈良時代以前から続く葛城山神族系の赤星家や玖珂家、武家陰陽師である清和源氏系小笠原家、地域派生の嵯峨家、八幡流、日直家、鬼貫家、引佐名倉家、遠州山住系高橋家、四国中尾家（いざなぎ流）、安曇系各家などを中心に、各地の民俗との融合を繰り返して変化し、江戸時代を通じて民間信仰として民衆の間でかなりの流行を見せた。
貞享元年（1684年）には幕府の天文方が渋川春海によって、日本人の手による初の新暦である貞享暦を完成して、それまで823年間も使用され続けてきた宣明暦を改暦し、土御門家は暦の差配権を幕府に奪われた。しかし、約70年後の宝暦5年（1755年）、土御門泰邦が宝暦暦を組んで改暦に成功し、暦の差配や改暦の権限を奪還したものの、宝暦暦には不備が多く見られ、科学的に作られた貞享暦よりもむしろ劣っていたとされている。
その後、幕府天文方が主導権を取り戻して作成された天保暦は、不定時法の採用を除けば、土御門家の宝暦暦に比して、あるいは宝暦暦よりも正確とされた貞享暦に比しても、相当に高精度の暦であったとされている。

### 近代における陰陽師排除政策と現代の陰陽師
大政奉還がなされ明治時代になると、明治維新の混乱に乗じて、陰陽頭土御門晴雄は陰陽寮への旧幕府天文方接収を要望してこれを叶え、天文観測や地図測量の権限の全てを収用した。その後、明治政府が西洋式の太陽暦（グレゴリオ暦）の導入を計画していることを知った土御門晴雄は、旧来の太陰太陽暦の維持のため「明治改暦」を強硬に主張したものの、晴雄本人の薨去によりこの案が取り上げられることはなかった。晴雄夭折のあとに就任した陰陽頭晴栄はまだごく幼少であり、自発的な反論ができない状況にあった。
その期に乗じて明治政府は明治3年（1870年）に陰陽寮廃止を強行し、その職掌であった天文・暦算を大学校天文暦道局や海軍水路局、文部省天文局、天文台に移管した。旧陰陽頭であった土御門晴栄は大学星学局御用掛に任じられたが同年末にはこの職を解かれ、天文道・陰陽道・暦道は完全に土御門家の手から離れることとなった。同年閏10月17日（1870年12月9日）には天社禁止令が発せられ、陰陽道は迷信であるとして民間に対してもその流布が禁止された。古くは後陽成天皇のころから江戸時代最後の天皇である孝明天皇の代まで必ず行われてきた、天皇の代替りのたびに行われる陰陽道の儀礼「天曹地府祭」（これは天皇家に倣って、武家の徳川将軍家においても新将軍が将軍宣下を受ける度に代々欠かさず行われていた）も、明治天皇に対してはついに行われなかった。土御門家は陰陽諸道を司る官職を失い、免状独占発行権をも失うこととなり、やむを得ず土御門神道を更に神道的に転化させたものの、各地の民間陰陽師への影響力を奪われることとなった。
明治政府による禁止令以降、公的行事において陰陽道由来のものは全く見られなくなり、民間においても陰陽道の流行は見られなくなった。ただ、実質的には陰陽道由来の暦は依然として非公式に流布し、暦注が人気を博して独り歩きする状況であり、特に十二直が重用され、儀礼や行動規範に際し参照していた人が多数存在した。
第二次世界大戦後、旧明治法令・通達の廃止にともない陰陽道を禁止する法令が公式に廃止されて以降、かつて陰陽師が用いていた暦注のひとつである六曜（本来は「六輝」と言う、先勝・友引・先負・仏滅・大安・赤口のこと）が、十二直よりも好まれカレンダーや手帳などのスケジュール表示の一部として広く一般に用いられているようになっているが、これはあくまで補助的な暦注としてのみ使用されるにとどまっている。占術や暦については九星占術を基本とする神宮館（東京都台東区）による高島易断・高島暦が比較的よく使用されているが、この術式は陰陽道とは言い難い。
現在では、自分自身の行動指針全般を陰陽道または陰陽師の術式に頼る人はほとんど見られず、かつて興隆を誇った陰陽道または陰陽師の権威の面影はなく、土御門家の旧領若狭国名田庄にあたる福井県西部のおおい町に天社土御門神道本庁の名で、平安時代中・後期の陰陽道とはかけ離れてはいるものの陰陽道の要素を色濃く残す宗教団体として存続しているほか、高知県香美市（旧物部村）に伝わるいざなぎ流などの地域陰陽師の名残が若干存続しているのみであるが、平安時代の宗教化・呪術化した陰陽師が持つオカルトなイメージをもとに、その超人性や特異性を誇張した様々な創作作品やキャラクターが生まれて、とりわけ平成初頭の10年間（1990年代後期から2000年代前期）にかけては陰陽師がブームとなり、多くの作品が作られた（具体例は「陰陽師に関係する創作一覧」を参照）。また、政界の陰陽師を名乗った富士谷紹憲がいる。

## 陰陽道の祭祀概略
陰陽道自体が時代毎に多様化したのに伴いその儀礼も一様ではない。『延喜式』「陰陽寮式」には宮中における陰陽師の司った祭りの記録がある。それによれば儺祭（節分・鬼やらい）や庭火・竈神の祭、御本命祭、三元祭などが挙げられている。このうち儺祭では陰陽師が（壇に）進んで祭文を読むとあるが、この祭文は前半が漢文で構成された音読部分であり、後半が祝詞のような宣命体となっている。また、中世の『文肝抄』には幾つかの陰陽道祭の概要が述べられているが、陰陽道の祭儀は大・中・小法からなる。
陰陽道の代表的な祭儀といえば、人の寿命を司る泰山府君を祭る泰山府君祭や天皇の即位毎に行われた天曹地府祭などを挙げることができるが、『文肝抄』にはこの他五帝四海神祭や北極玄宮祭、三万六千神祭、七十二星鎮祭、西嶽真人祭、大将軍祭、河臨祭、霊気道断祭、招魂祭等種々の陰陽道祭があったことが記され、幾つかは祭文が伝存している。

### 陰陽師が用いた道具・呪法など
九字（くじ）
陰陽道で用いられたとされる呪文の一種。一般には「臨兵闘者皆陣列在前」の九字を言い、結印したり四縦五横に切る所作を伴う。現在のところ「九字」の初見は葛洪『抱朴子』「登渉篇」とされるが、同書では末尾が「在前」ではなく「前行」となっており、入山時に唱える「六甲秘祝」として呪のみが載る。なお、四縦五横に切る所作自体は道教経典等にも見え古くから存在しているが、結印の所作は見えない。
陰陽道における九字では、古いものでは鎌倉時代の陰陽道の反閇儀礼を伝える文献に四縦五横に切りながら「青龍、白虎、朱雀、玄武、空陳、南寿、北斗、三体、玉女」を唱えるものがある。現存する文献では身固や反閇の際に用いられた可能性も示唆されている。
急急如律令（喼喼如律令）
元来は、中国漢代の公文書の末尾に書かれた決り文句で「急いで律令（法律）の如く行え」の意であるが、転じて「早々に退散せよ」の意で悪鬼を払う呪文とされた。なお、密教や修験道においても「急急如律令」の呪は用いられる。
六壬式盤（りくじんしきばん・りくじんちょくばん）
六壬によって吉凶を判断するための道具で、栻とも呼ばれる。地を表す「輿（よ）」と呼ばれる方形の台座（地盤）と、天を表す「堪（かん）」と呼ばれる円形の天盤で作られ、輿には、二十八宿、十干、十二支、四隅の八卦が記載され、堪には十二月将等が記載されている。堪の十二月将を輿の十二支に合わせることで、簡易な計算を行ったのと同じ効果が得られる。式盤を正しく作成するためには、輿には雷に撃たれた棗の木、堪には楓（ふう）にできるコブである楓人を使用する。
渾天儀（こんてんぎ）
天文上の変異を知るために天文観測に用いた道具で、指標となる星の運行の組み合わせや配置を観測した。特に本来はあってはならない箒星（ほうきぼし。彗星のこと）が現れると大災や天変地異が起こるとされた。
呪符・霊符
陰陽師が用いたとされる、種々の紋様や呪文を記載した護符。俗に「セーマン（晴明桔梗・晴明紋・五芒星・ペンタフラマ・ペンタゴン）」や「ドーマン（九字格子）」と呼ばれる図形を記すものも多い。他にも「鎮宅七十二霊符」や「×」・「篭目」・「渦巻」・「六芒星」や、「急急如律令」の呪文を文字で書きつけたものなど数多くの呪符がある。
日本における護符の歴史は未だ解明されていない部分が多く、古くは藤原京跡などから「急々如律令」の呪句を書き付けた呪符木簡等が出土しており、奈良時代にはすでに活用されていたとも伝わっている。古い資料はほとんど残っておらず、不明な点が多い。
太上神仙鎮宅霊符
「太上秘法鎮宅霊符」「鎮宅七十二道霊符」等とも呼ばれる72種の護符。現在の所、道蔵の『太上秘法鎮宅霊符』が原典とされ、中世初期に伝来したものと考えられている。陰陽道に限らず仏教、神道などの間でも広く受容された。この霊符を司る神を鎮宅霊符神というが、元来は道教の玄天上帝（真武大帝）であると考えられている。玄天上帝は玄武を人格神化したものであり、北斗北辰信仰の客体であった。それ故日本へ伝来すると妙見菩薩や天之御中主神等と習合し、星辰信仰に影響を与えている。
近世には72種を一枚に刷った「鎮宅霊符」が各地の妙見宮や霊符社から出され、軸装して祭られていた。なお、土御門神道の祭神は現在泰山府君、鎮宅霊符神、安倍晴明が主神である。楠木正成や加藤清正なども鎮宅霊符神の熱心な信者であったと伝えられている。
鎮宅霊符神を祭る主な社寺は関西圏に多い。
群馬県：少林山鳳臺院達磨寺
福井県：天社土御門神道本庁
京都府：曙寺（黄檗禅宗瑞芝山閑臥庵）、革堂 靈麀山行願寺鎮宅霊符神堂、青蓮山不動堂明王院（松原不動寺）等
大阪府：星田妙見宮（小松神社）、大阪天満宮霊符社、堀越神社 太上神仙鎮宅七十二霊符尊神、高津山報恩院、鎮宅霊符神社（東大阪市東山町）、密華山妙法寺（今里）等
奈良県：鎮宅霊符神社（陰陽町）、信貴山成福院等
熊本県：霊符神社（八代神社末社）
人形（ひとかた、ひとがた）
形代（かたしろ、かたじろ）、撫物（なでもの）とも言い、紙や木材・草葉・藁などで人の形に作られ、それにより患部等を撫でることによって自分の穢れをこれに移しつけて祓うのに使われるもので、流し雛の風習はこれを元としている。一方で人形に相手の名前等を記し、その人形を傷つけるなどして、相手に事故死や病死などの重大な災いをひき起こす呪いとして用いたり、男女二体の人形を一つにし祈祷することで恋愛成就を祈るなど、様々な祈祷儀礼に広く見られる。丑の刻参りの藁人形が有名。
式神（しきがみ）
陰陽師が使役したとされる使役神を言う。「識神」「しきのかみ」「式（しき）」とも。「式神」の解釈は密教の護法童子に似たものであるとか、精霊を使役するものであるとか諸説存在する。陰陽師にとって占具である式盤は最も身近な存在であり、天盤と地盤は合して宇宙そのものを表す。それ故強大な呪力を持つとの信仰が少なくとも密教側の史資料には散見され、「都表如意輪法」等のように、陰陽道の式盤によく似たものを作成し、一種の呪具と見做し祈祷することで種々の利益を得るとする信仰があった。そうした資料の中には「式神」を呼び出す旨が記されるものもある。
身固（みがため）
陰陽道の護身作法の一種。
禹歩（うほ）
足で大地を踏みしめて呪文を唱えながら千鳥足様に前進して歩く呪法を指す。基本は北斗七星の柄杓方を象ってジグザグに歩くものであるが、九宮八卦の九星配置を象って歩くやり方や、片足を引きずりながら歩いて地面に図形を描くといったものもある。名前の通り、中国の禹が治水のために中国全土を踏破した結果、遂には足を引きずりながら歩くようになったという伝説にちなんだものである。魔を祓い地を鎮め福を招くことを狙いとしており、ドーマンの九字と同様、葛洪『抱朴子』には薬草を取りに山へ踏み入る際に踏むべき歩みとして記されていることが起源である。奇門遁甲における方術部門（法奇門）では、術を成功させるために行われていた。
反閇（へんぱい）
道中の除災を目的として出立時に門の前で行う呪法。自分自身のために行うこともあるが、多くは天皇や摂関家への奉仕として行われた。反閇では最初に玉女を呼び出して目的を申し述べる。呼び出すときには禹歩を踏む。最後は6歩歩いて振り返らず出発する。
五行占霊（ごぎょうせんれい）
陰陽五行思想を下敷きにした木・火・土・金・水の五気にあやかって行われる、占術系の呪術儀法。
泰山府君祭・刀禁呪・浄心呪・浄身呪・浄天地呪
いずれも元来は道教の祭祀。